# Корабельна
Корабе́льна (від тюрк. Kara (чорний) + Bel (горб, ущелина, вузький прохід в горі) + слов'янський формант «на»
) — річка в Україні, в межах Арбузинського району Миколаївської області. Ліва притока Південного Бугу.

## Загальні відомості
Довжина — 18 км. Площа басейну — 550 км². Долина завширшки до 2,5 км, завглибшки до 50 м. Ширина заплави до 50 м. Річище звивисте, завширшки до 5 м. Похил річки 3,2 м/км. Живлення снігове і дощове. Замерзає наприкінці грудня, скресає на початку березня.

## Гідрохімічний режим
На гідрохімічний режим річки Корабельної впливають такі фактори: поверхневий сток (24 %); характер поверхні водозбору (16 %); процеси гіпсоутворення (14 %); надходження решток добрив (13 %); вплив підземного живлення (8 %). Підземне живлення відбувається головним чином за рахунок вод пліоценового горизонту, які формуються у вапняках та доломітах і мають підвищений вміст солей.
Вода гідрокарбонатно-сульфатного складу (мінералізація до 1,0 г/дм³). Річка частково зарегульована ставками. Воду використовують для потреб сільського господарства та розведення риби.

## Розташування
Початок річці Корабельній дають її права притока Велика Корабельна, яка впадає до неї на південь від села Воєводське, і ліва притока Мала Корабельна, яка впадає до неї на захід від села Любоіванівка.
Протікає через села Благодатне (де є дамба), Булацелове і Остапівка Арбузинського району Миколаївської області. Перетинається з автошляхом Н24.
Впадає в Південний Буг неподалік від Іванівського мосту, через який проходить автошлях М13, у мальовничому місці, яке місцеві мешканці називають своєю Швейцарією (скелясті береги, острови, чудові ліси). Мальовничі каньйоноподібні долини річки Корабельної входять до регіонального ландшафтного парку Гранітно-Степове Побужжя.